# Дейвид Гран
Дейвид Гран (на английски: David Grann) е американски популярен разследващ журналист и писател на произведения в жанра трилър, криминален роман, исторически роман и документалистика.

## Биография и творчество
Дейвид Гран е роден на 10 март 1967 г. в Ню Йорк, САЩ, в семейството на Виктор и Филис Е. Гран. Баща му е онколог и директор на онкологичния център „Бенет“ в Стамфорд, Кънектикът. Майка му е бивш изпълнителен директор на издателство Putnam Penguin и първата жена главен изпълнителен директор на голяма издателска фирма. Има брат и сестра. През 1989 г. завършва Кънектикът Колидж с бакалавърска степен по публична администрация. Докато е в колежа получава стипендия на „Томас Дж. Уотсън“ и провежда изследвания в Мексико, където започва кариерата си като журналист на свободна практика.
Получава през 1993 г. магистърска степен по международни отношения от Училището по право и дипломация „Флетчър“ на Университета „Тъфтс“, Масачузетс. Оттогава се интересува основно от художествена литература и желае да се насочи към писателска кариера. През 1994 г. започва работа като копирайтър във вестник „Хил“ във Вашингтон, който отразява Конгреса на САЩ. През 1994 г. получава и магистърска степен по творческо писане от Бостънския университет, където по-късно преподава курсове по творческо писане и художествена литература. През 1995 г. е назначен за изпълнителен редактор на „Хил“, а през 1996 г. става старши редактор в списание „Ню Републик“.
През 2003 г. става персонален писател в списание „Ню Йоркър“. През 2009 г. получава наградата „Джордж Полк“ и наградата „Сигма Делта Чи“ за разследващата си статия в „Ню Йоркър“, „Изпитание чрез огън“ (Trial By Fire: Did Texas execute an innocent man?), за обвинения в убийство Камерън Тод Уилингам. В друга разследваща статия, „Белегът на един шедьовър“, Гран повдига въпроси относно методите на Питър Пол Биро, който твърди, че използва пръстови отпечатъци, за да помогне за удостоверяването на изгубени шедьоври. Статиите на Гран са събрани в няколко сборника.
През 2009 г. е издадена книгата му „Изгубеният град Z“. В нея представя одисеята на известния британски изследовател, капитан Пърси Фосет, който през 1925 г. изчезва със сина си в Амазонскта джунгла, докато търси изгубения град Z. В продължение на десетилетия изследователи и учени се опитват да намерят доказателства както за неговата група, така и за изгубения град. В книгата си Гран представя нови доказателства за смъртта на Фосет и показва, че градът може и да е съществувал. Книгата бестселър в списъка на „Ню Йорк Таймс“. През 2016 г. по нея е направен едноименния филм с участието на Робърт Патинсън и Сиена Милър.
Като разследващ журналист публикува статията „Белязаната жена: Как едно индианско семейство от Осейдж стана главна цел на едно от най-зловещите престъпления в американската история“. През 2017 г. по темата е издадена книгата му „Убийците на цветната луна“, в която описва убийствата на индианците Осейдж. Във времена на алчност и беззаконие стремежът за бързи пари тласка находчиви авантюристи към богатата на петрол прерия в Дивия запад, а жертви се оказват индианците от племето Осейдж, на които е дадена безплодна територия, която обаче се оказва богата на петрол. Един мъж се изправя сам срещу корупцията, омразата и организираната престъпност и неговото разследване през 20-те години на XX век проправя пътя към възхода на ФБР, спасявайки стотици коренни американци набелязани за отстраняване. Книгата става бестселър № 1, финалист е за Националната награда за книга и получава наградите „Едгар“ и „Антъни“ за най-добра документална криминална книга. През 2023 г. е екранизирана от Мартин Скорсезе в едноименния филм с участието на Леонардо ди Каприо и Робърт де Ниро.
През 2023 г. е издадена книгата му „Залогът: Разказ за корабокрушение, бунт и убийство“. Тя представя историята на шестпалубния кораб на Кралския флот „Уейгър“, оборудван с 28 оръдия. Тя е част от ескадра под командването на комодор Джордж Ансън и претърпява корабокрушение на южния бряг на Чили на 14 май 1741 г. Корабокрушението става известно с последвалите приключения на оцелелите, които се озовават на пуст остров в средата на патагонската зима и с техния бунт.
Дейвид Гран живее със семейството си в Ню Йорк.

## Произведения

### Самостоятелни книги
- The Lost City of Z: A Tale of Deadly Obsession in the Amazon (2009)[1][2][3]
Изгубеният град Z, изд.: ИК „Колибри“, София (2017), прев. Надя Баева
- Killers of the Flower Moon: The Osage Murders and the Birth of the FBI (2017) – награда „Едгар“ и награда „Антъни“ за най-добра книга на криминална тема
Убийците от Оклахома и раждането на ФБР, изд.: „Сиела“, София (2021), прев. Камен Велчев
Убийците на цветната луна, изд.: „Сиела“, София (2023), прев. Камен Велчев
- The White Darkness (2018)
- The Wager: A Tale of Shipwreck, Mutiny and Murder (2023)

Пътешествието на „Уейджър“, изд.: „Сиела“, София (2024), прев. Камен Велчев

### Сборници
- The Devil and Sherlock Holmes: Tales of Murder, Madness, and Obsession (2010) – 12 есета[1][2][3]
- The Old Man and the Gun: And Other Tales of True Crime (2018) – 3 есета

### Екранизации
- 2016 Dark Crimes – с Джим Кери
- 2016 Изгубеният град Z, The Lost City of Z – с Чарли Хънам, Робърт Патинсън и Сиена Милър
- 2018 Старецът и оръжието, The Old Man & the Gun – с Робърт Редфорд и Сиси Спейсик
- 2018 Правосъдие в пламъци, Trial by Fire – по статията „Изпитание чрез огън“, с Лора Дърн и Джак О'Конъл
- 2023 Убийците на цветната луна, Killers of the Flower Moon – с Робърт де Ниро, Леонардо ди Каприо и Лили Гладстоун